# شرکت نفت و گاز پرشیا
شرکت نفت و گاز پرشیا یا شرکت توسعه صنعت نفت و گاز پرشیا شرکت شبه‌دولتی خدمات نفت و گاز ایرانی است، که در زمینه اکتشاف و توسعه میادین نفت و گاز، ارائه خدمات حفاری، فنی، مهندسی و جانبی نفت و گاز، همچنین احداث خطوط لوله انتقال فعالیت می‌کند.
شرکت پرشیا در سال ۱۳۸۴ تأسیس شد و در سال ۱۳۸۹ توسط گروه توسعه انرژی تدبیر از زیرمجموعه‌های گروه تدبیر (متعلق به ستاد اجرایی فرمان امام) خریداری شد. دفتر مرکزی این شرکت در تهران قرار دارد. شرکت نفت و گاز پرشیا در سال مالی ۱۳۹۴ بالغ بر ۷۰۰ میلیارد تومان درآمد کسب نمود و در رتبه ۱۲۸ از فهرست بزرگترین شرکت‌های ایران (منتشر شده توسط سازمان مدیریت صنعتی) قرار گرفت. در حال حاضر جعفر حجازی مدیرعاملی این شرکت را برعهده دارد.
توسعه میدان نفتی یاران (قسمت شمالی) توسط شرکت نفت و گاز پرشیا از سال ۱۳۹۱ آغاز شد و ۱۳۹۵ به اتمام رسید.

## تحریم
در بیانیه وزارت خزانه‌داری آمریکا در تاریخ ۱۳ ژانویه ۲۰۲۱ تحریم «شرکت نفت و گاز پرشیا» که پیشتر تحریم شده بودند به روزرسانی شد. و این شرکت را همراه با ۳تن و ۱۵ نهاد جمهوری اسلامی در تازه‌ترین فهرست تحریم‌های خود قرار داد. در بیانیه وزارت خزانه‌داری آمریکا تأکید شده‌است که افرادی و نهادهای تحریم شده، به سرکوب سیستماتیک مخالفان، مصادره زمین و دارایی معترضان سیاسی، اقلیت‌های مذهبی و تبعیدی‌ها متهم شده‌اند.

## فعالیت ها

### توسعه میادین نفتی
توسعه میدان نفتی یاران (قسمت شمالی) توسط شرکت نفت و گاز پرشیا از سال ۱۳۹۱ آغاز شد و ۱۳۹۵ به اتمام رسید.

### تولید پمپ‌های فراز آوری مصنوعی درون چاهی(ESP)
در شهریور ۱۴۰۱ با مشارکت و سرمایه‌گذاری شرکت توسعه صنعت نفت و گاز پرشیا و شرکت روسی سایوزخیم اکسپورت  کارخانه ساخت پمپ‌های فراز آوری مصنوعی درون چاهی(ESP) افتتاح شد.
استفاده از پمپ‌های فرازآوری در چاه‌های نفت یکی از روش های افزایش تولید نفت است.

شرکت توسعه نفت و گاز پرشیا یکی از هشت شرکتِ ایرانی محسوب می شود که در فرایند تعیین صلاحیت شرکت‌های مستعد به منظور انجام فعالیت اکتشاف و تولید (E&P) از سوی وزارت نفت، دارای صلاحیت می‌باشد.